# اسلام‌آباد (عظیمیه)
اسلام‌آباد روستایی در دهستان عظیمیه بخش مرکزی شهرستان ری استان تهران ایران است.

## جمعیت
بر پایه سرشماری عمومی نفوس و مسکن در سال ۱۳۹۵ جمعیت این مکان ۹٬۹۹۹ نفر (۲٬۷۳۳خانوار) بوده‌است.